# Miljö- och jordbruksutskottet
Miljö- och jordbruksutskottet (MJU) är ett utskott i Sveriges riksdag. Utskottet bereder ärenden om Sveriges jordbrukspolitik, dvs jordbruk, skogsbruk, trädgårdsnäring, jakt och fiske samt väderlekstjänst. Utskottet bereder även ärenden om kärnsäkerhet, naturvård samt ärenden om miljövård i övrigt som inte tillhör annat utskotts beredning. Före riksmötet 1998/99 hette utskottet Jordbruksutskottet. Utskottets ordförande är Emma Nohrén (MP) och dess vice ordförande är Kjell-Arne Ottosson (KD).

## Historik
Jordbruksutskottet upprättades enligt konungens och riksdagens beslut 1909 och tog då över ärenden som tidigare behandlats dels av statsutskottet, dels av lagutskottet. Under tvåkammartiden var antalet ledamöter 16, åtta från vardera kammare. Det första sammanträdet ägde rum 1910.

## Lista över utskottets ordförande
| Namn | Namn                            | Ämbetsperiod | Politisk tillhörighet                    |
| ---- | ------------------------------- | ------------ | ---------------------------------------- |
|      | Theodor Odelberg                | 1910–1911    | Första kammarens protektionistiska parti |
|      | Daniel Persson i Tällberg       | 1912–1915    | Liberala samlingspartiet                 |
|      | Raoul Hamilton                  | 1916–1923    | Frisinnade landsföreningen               |
|      | Olof Nilsson i Tånga            | 1924–1927    | Socialdemokraterna                       |
|      | Carl Johan Johansson i Uppmälby | 1928–1940    | Socialdemokraterna                       |
|      | Leonard Tjällgren               | 1941–1956    | Bondeförbundet                           |
|      | Anders Pettersson i Dahl        | 1957–1960    | Bondeförbundet                           |
|      | Nils G. Hansson                 | 1961–1973    | Bondeförbundet                           |
|      | Einar Larsson                   | 1974–1985    | Centerpartiet                            |
|      | Karl Erik Olsson                | 1985–1991    | Centerpartiet                            |
|      | Göran Persson                   | 1991–1992    | Socialdemokraterna                       |
|      | Margareta Winberg               | 1992–1994    | Socialdemokraterna                       |
|      | Lennart Daléus                  | 1994–1998    | Centerpartiet                            |
|      | Dan Ericsson                    | 1998–2000    | Kristdemokraterna                        |
|      | Ulf Björklund                   | 2000–2002    | Kristdemokraterna                        |
|      | Per Westerberg                  | 2002         | Moderaterna                              |
|      | Catharina Elmsäter-Svärd        | 2003–2006    | Moderaterna                              |
|      | Anders Ygeman                   | 2006–2007    | Socialdemokraterna                       |
|      | Carina Ohlsson                  | 2007         | Socialdemokraterna                       |
|      | Anders Ygeman                   | 2007–2010    | Socialdemokraterna                       |
|      | Matilda Ernkrans                | 2010–2018    | Socialdemokraterna                       |
|      | Åsa Westlund                    | 2018         | Socialdemokraterna                       |
|      | Kristina Yngwe                  | 2018–2020    | Centerpartiet                            |
|      | Ulrika Heie                     | 2020         | Centerpartiet                            |
|      | Kristina Yngwe                  | 2020–2022    | Centerpartiet                            |
|      | Emma Nohrén                     | 2022–        | Miljöpartiet                             |

## Lista över utskottets vice ordförande
| Namn | Namn                   | Ämbetsperiod | Politisk tillhörighet  | Notering              |
| ---- | ---------------------- | ------------ | ---------------------- | --------------------- |
|      | Olof Nilsson i Tånga   | 1922–1923    | Socialdemokraterna     |                       |
|      | Paul Hellström         | 1923–1926    | Frisinnade folkpartiet |                       |
|      | Gustaf Sederholm       | 1928–1939    | Högerpartiet           |                       |
|      | Svante Lundkvist       | 1960-tal     | Socialdemokraterna     |                       |
|      | Eric Mossberger        | 1966–        | Socialdemokraterna     |                       |
|      | Svante Lundkvist       | 1976–1982    | Socialdemokraterna     |                       |
|      | Håkan Strömberg        | 1983–1988    | Socialdemokraterna     |                       |
|      | Hans Gustafsson        | 1988–1990    | Socialdemokraterna     |                       |
|      | Ivar Virgin            | 1991–1994    | Moderaterna            |                       |
|      | Inga-Britt Johansson   | 1994–1995    | Socialdemokraterna     |                       |
|      | Sinikka Bohlin         | 1995–2002    | Socialdemokraterna     |                       |
|      | Åsa Domeij             | 2002–2006    | Miljöpartiet           |                       |
|      | Claes Västerteg        | 2006–2010    | Centerpartiet          |                       |
|      | Bengt-Anders Johansson | 2010–2014    | Moderaterna            |                       |
|      | Lena Ek                | 2014–2015    | Centerpartiet          |                       |
|      | Kristina Yngwe         | 2015–2018    | Centerpartiet          |                       |
|      | Maria Gardfjell        | 2018–2022    | Miljöpartiet           |                       |
|      | Jessica Rosencrantz    | 2019         | Moderaterna            | Andre vice ordförande |
|      | Louise Meijer          | 2019–2020    | Moderaterna            | Andre vice ordförande |
|      | Jessica Rosencrantz    | 2020–2022    | Moderaterna            | Andre vice ordförande |
|      | Kjell-Arne Ottosson    | 2022–        | Kristdemokraterna      |                       |